# Klub Legend
Do Klubu Legend Chance Ligy patří hráči a trenéři, kteří v samostatné české nejvyšší fotbalové soutěži odehráli nebo odtrénovali alespoň 300 zápasů od sezony 1993/94. Klub Legend ctí výjimečné výkony a přínos jednotlivců, kteří se významně zapsali do historie české nejvyšší fotbalové soutěže. 
Od sezóny 2025/2026 navíc každý nový člen získává sako, vytvořené módním návrhářem Lukášem Macháčkem.
Ambasadorem Klubu Legend a zároveň průvodcem pořadu, který představuje nové členy je ligový rekordman v počtu startů Milan Petržela.